# Eden Project
L'Eden Project és un complex mediambiental concebut per Tim Smit i dissenyat per l'arquitecte Nicholas Grimshaw sobre el tema de la natura i del desenvolupament durable. Està situat a 8 quilòmetres de St. Austell a Cornualla, Anglaterra. Va obrir el març de 2001, després de dos anys de construcció a una antiga pedrera de caolí. Comprèn dos hivernacles protegint cadascuna un bioma, un reproduint els climes tropicals humits i l'altre els climes càlids i secs de tipus mediterranis.

## Viure amb la natura
Les cinc cúpules d'estructura geodèsica protegeixen un conjunt excepcional d'espècies vegetals organitzades al llarg d'un recorregut paisatgista.
El projecte, sostingut per una fundació amb objectius no lucratius, posa l'accent sobre la preservació dels recursos i l'aportació de la diversitat vegetal a la vida humana. L'aportació educativa del projecte ha permès a la fundació d'obtenir l'etiqueta GiftAid que permet a l'organització recuperar les taxes a l'estat britànic. Aquestes taxes representen aproximadament el 30% de les adhesions.
Totes les tecnologies en relació amb el conreu de les plantes es defineixen com explotades i desenvolupades a Eden Project en col·laboració amb diversos centres d'investigacions.
Els dissenyadors d'Eden Project rebutgen el qualificatiu de parc temàtic. El parc ha estat creat inicialment per demostrar la capacitat d'utilitzar la natura per regenerar un indret deteriorat per l'activitat humana. El parc conté tanmateix tots els ingredients del parc temàtic: Recorregut predeterminat, hall d'atraccions, edifici d'exposició, sales de projecció, restaurant i la ineludible botiga que clou la visita i de pas obligat.
Malgrat la qualitat pedagògica evident de les plantacions i exposicions, l'aspecte de desenvolupament durable és poc sensible a l'explotació del parc. Fora del compostage i de la recuperació de les aigües residuals, la gestió eco-energètica es posa poc en pràctica.
Aquesta absència deixa un dubte sobre la validesa de les intencions mediambientals que sostenia el projecte.

## Altres esdeveniments
L'Eden Project apareix a la pel·lícula de James Bond, Mor un altre dia.